# Huahua
Huahua är en ort i Mexiko.   Den ligger i kommunen Aquila och delstaten Michoacán de Ocampo, i den södra delen av landet, 400 km väster om huvudstaden Mexico City. Huahua ligger 18 meter över havet och antalet invånare är 275.
Terrängen runt Huahua är kuperad åt nordost, men söderut är den platt. Havet är nära Huahua åt sydväst. Runt Huahua är det glesbefolkat, med 8 invånare per kvadratkilometer. Närmaste större samhälle är San Pedro Naranjestil, 18,6 km nordväst om Huahua. I omgivningarna runt Huahua växer i huvudsak lövfällande lövskog.